# Enno Kramer
Enno Kramer es un deportista neerlandés que compitió en vela en la clase Flying Dutchman.
Ganó nueve medallas en el Campeonato Mundial de Flying Dutchman entre los años 1998 y 2019, y dos medallas en el Campeonato Europeo de Flying Dutchman, en los años 2012 y 2015.

## Palmarés internacional
| Campeonato Mundial | Campeonato Mundial          | Campeonato Mundial | Campeonato Mundial |
| Año                | Lugar                       | Medalla            | Clase              |
| ------------------ | --------------------------- | ------------------ | ------------------ |
| 1998               | Den Oever (Países Bajos)    | Medalla de oro     | Flying Dutchman    |
| 1999               | Lee-on-Solent (Reino Unido) | Medalla de bronce  | Flying Dutchman    |
| 2010               | Constanza (Rumania)         | Medalla de plata   | Flying Dutchman    |
| 2011               | Malcesine (Italia)          | Medalla de bronce  | Flying Dutchman    |
| 2012               | Santa Cruz (Estados Unidos) | Medalla de plata   | Flying Dutchman    |
| 2013               | Balatonföldvár (Hungría)    | Medalla de oro     | Flying Dutchman    |
| 2014               | Largs (Reino Unido)         | Medalla de plata   | Flying Dutchman    |
| 2015               | Sídney (Australia)          | Medalla de plata   | Flying Dutchman    |
| 2019               | Nelson (Nueva Zelanda)      | Medalla de bronce  | Flying Dutchman    |
| Campeonato Europeo |                             |                    |                    |
| Año                | Lugar                       | Medalla            | Clase              |
| 2012               | Altea (España)              | Medalla de bronce  | Flying Dutchman    |
| 2015               | Umag (Croacia)              | Medalla de plata   | Flying Dutchman    |